# Niidiküla
Niidiküla is een plaats in de Estlandse gemeente Hiiumaa, provincie Hiiumaa. De plaats heeft de status van dorp (Estisch: küla).
Niidiküla lag tot in oktober 2017 in de gemeente Käina. In die maand ging de gemeente op in de fusiegemeente Hiiumaa.

## Bevolking
De ontwikkeling van het aantal inwoners blijkt uit het volgende staatje:
| Jaar            | 2011 | 2017 | 2019 | 2021 |
| --------------- | ---- | ---- | ---- | ---- |
| Aantal inwoners | 13   | 18   | 18   | 16   |

## Ligging
Niidiküla ligt aan de Baai van Vaemla, het water tussen de eilanden Hiiumaa en Kassari.  De baai is een uitloper van Väinameri, een deel van de Oostzee. De rvier Vaemla, die uitkomt in de baai, vormt de grens tussen Niidiküla en het buurdorp Jõeküla. De Tugimaantee 83, de secundaire weg van Suuremõisa via Käina naar Emmaste, komt door Niidiküla.

## Geschiedenis
Niidiküla ontstond pas in de jaren twintig van de 20e eeuw als nederzetting op het voormalige landgoed van Vaemla. In 1938 werd de plaats voor het eerst genoemd als dorp onder de naam Niidi. Tussen 1977 en 1997 maakte de plaats deel uit van het buurdorp Vaemla. De naam betekent ‘weidedorp’.